# Бета-блокер
Бета-блокерите са медикаменти с потискащ адреналина и норадреналина ефект. В резултат на това те намаляват кръвното налягане и забавят сърдечния ритъм.

## Употреба
Използват се за лечение на ангина, инфаркт, предсърдно мъждене, сърдечна недостатъчност, хипертония. Понякога намират приложение за предотвратяване на мигрена и лечение на глаукома (под формата на капки за очи), тревожност, тремор и хипертиреоидизъм.

## Спорт
Бета-блокерите са забранени в автомобилните спортове, билярда, боулинга, въздухоплаването, голфа, дартса, ските, стрелбата и някои други спортове, в които се изисква спокойствие и концентрация, тъй като дават неправомерно предимство на състезателите.

## Странични ефекти
- умора;
- периферна вазокоснтрикция (последвана в някои случаи от синдрома на Рейно или еректилна дисфункция);
- намален сърдечен дебит при физическо натоварване;
- прикриване на симптомите на хипогликемия (тахикардия и тремор);
- нарушаване на липидния профил.
- бронхоспазъм при хора с бронхиална астма и приемащи неселективни[a] бета-блокери.

Рязкото спиране на лекарствата след продължителна употреба също е опасно, затова дозата постепенно се намалява.

## История
Шотландският учен Джеймс Блек се счита за откривател на бета-блокерите.